# 冠山街道
冠山街道，是中华人民共和国辽宁省朝阳市北票市下辖的一个乡镇级行政单位。

## 行政区划
冠山街道下辖以下地区：
天缘社区、三工村社区、四工村社区、七彩虹社区和岳家沟社区。